# Nai (cây)
Cây Nai (danh pháp khoa học: Oreocnide frutescens) là loài thực vật có hoa trong họ Tầm ma. Loài này được (Thunb.) Miq. mô tả khoa học đầu tiên năm 1867.

## Sinh học
Cây bụi nhỏ, cao từ 1–3 m. Thân cành tròn, lá đơn, mọc cách. Cuống lá hơi tím nâu. Phiến lá hình trái xoan hoặc hơi mũi mác, mặt trên phiến lá có phủ lớp lông thưa đen. Phiến lá dài từ 3–15 cm, rộng từ 1,5 – 6 cm. Hệ gân lông chim có 2-3 cặp gân thứ cấp, cặp gân thứ cấp dưới cùng tạo với gân sơ cấp trông gần như hệ 3 gân gốc. Hoa gần như không cuống, mọc thành cụm từ nách của các lá già đã rụng trước khi ra chồi lá non. Mùa hoa từ tháng 2 đến tháng 4, mùa quả từ tháng 6 đến tháng 10.

## Sinh thái và phân bổ
Loài cây Nai phân bổ sinh thái chủ yếu ở các rừng hỗn giao, trảng cỏ, nương rẫy hoang hóa, ven đường. Đai cao phân bổ từ 300–2500 m. Khu vực địa lý xuất hiện ở các nước Bhutan, Campuchia, Bắc Ấn Độ, Nhật Bản, Lào, Malaysia, Myanmar, Sirilanka, Thái Lan, Việt Nam, Nam Trung Quốc.

## Sử dụng
Vỏ thân cho sợi dai, thường dùng làm thừng bện. Lá được sử dụng làm thảo dược Đông y.